# Tá Fixe
Tá Fixe é um sítio eletrónico português lançado a 16 de dezembro de 2006, gerido pela empresa TAFIXE, LDA, que se tornou uma referência no panorama digital de Portugal como portal de entretenimento antes da ascensão das redes sociais. Com o lema “Vê, Sorri, Gosta e Partilha!”, o sítio oferece conteúdo diversificado nas áreas de humor, tecnologia, desporto, curiosidades e, mais recentemente, cupões de desconto.

## Contexto e Popularidade Inicial
O Tá Fixe surgiu num período em que a internet em Portugal ainda era dominada por sítios independentes, antes da massificação das redes sociais como o Facebook e o Instagram. O seu nome, uma expressão coloquial que significa “está fixe” ou “é ótimo”. Durante os seus primeiros anos, o sítio ganhou popularidade pela oferta de vídeos humorísticos, falhanços, imagens e notícias virais, preenchendo uma lacuna no entretenimento digital português. A sua relevância diminuiu com o avanço das redes sociais, que passaram a monopolizar a partilha de conteúdos audiovisuais a partir de meados dos anos 2000.

## História e Objetivos de Criação
Criado em 2006, o Tá Fixe foi concebido como uma plataforma de partilha diária de entretenimento abrangente, com foco em humor, curiosidades e notícias de interesse geral. Os detalhes sobre o seu fundador não sejam amplamente conhecidos. A sua abordagem focada na diversidade de temas contribuíram para a sua divulgação.

## Desafios Legais
Em 2013, o gestor do Tá Fixe enfrentou um processo judicial movido pela SportTV, um canal desportivo português de subscrição. O caso, julgado pelo Tribunal, envolveu a transmissão não autorizada de pelo menos quatro jogos da Liga Portuguesa de Futebol, exclusivos da SportTV 1, durante a temporada 2009/2010. O responsável foi condenado por usurpação continuada, recebendo uma pena inicial de dois meses de prisão, posteriormente convertida em multa. Este episódio, reportado por fontes como o PplWare e o SAPO Tek, destacou os riscos da pirataria online e marcou um precedente no combate a práticas ilícitas no meio digital português.

## Concorrência e Declínio
A partir do final dos anos 2000, a ascensão do Facebook e, successivamente, do Instagram, transformou os hábitos de consumo de conteúdos online, reduzindo a relevância de sítios como o Tá Fixe. A concorrência com plataformas como o “Tá Bonito”, lançado em 2010 como uma página de Facebook que se tornou um fenómeno nacional, fragmentou ainda mais o seu público. A migração de vídeos e humor para as redes sociais acabou por relegar o Tá Fixe a um papel secundário no entretenimento digital.

## Transformação e Expansão
Em 2018, o Tá Fixe introduziu da secção “Cupões Tá Fixe”, uma plataforma de descontos e promoções em parceria com retalhistas como a Amazon, AliExpress e Worten. 

## Estado Atual
Na data de 22 de fevereiro de 2025, o Tá Fixe permanece ativo, combinando conteúdos de entretenimento com uma vertente comercial através de parcerias com marcas. O sítio continua a atualizar as categorias de tecnologia, motivação e desporto — e mantém relevância junto da comunidade online portuguesa. Estudos académicos, como os de Diogo Rodrigues (2013) e Mariana Silva (2019), sublinham o seu papel no histórico da comunicação digital em Portugal.
1. ↑  «Emissão online de jogos da Sport TV dá 2 meses de prisão». Pplware. Consultado em 22 de fevereiro de 2025
2. ↑  «Gestor do site tafixe.com condenado pelo tribunal de Braga». SAPO Tek. 10 de maio de 2013. Consultado em 22 de fevereiro de 2025
3. ↑  «Cupões Tá Fixe - Descontos e Promoções Online». Cupões Tá Fixe. 28 de fevereiro de 2025. Consultado em 28 de fevereiro de 2025
4. ↑  Diogo Alexandre da Silva Rodrigues (2013). A utilização da Internet em Portugal: Análise do comportamento online dos portugueses (PDF) (Dissertação de mestrado). Instituto Politécnico de Lisboa, Escola Superior de Comunicação Social. Consultado em 22 de fevereiro de 2025
5. ↑  Mariana Pinheiro da Silva (2019). Os blogues em Portugal: A influência do conteúdo gerado pelos consumidores no comportamento online dos portugueses (Dissertação de mestrado). Instituto Politécnico de Lisboa, Escola Superior de Comunicação Social. Consultado em 22 de fevereiro de 2025